# Gleismitte

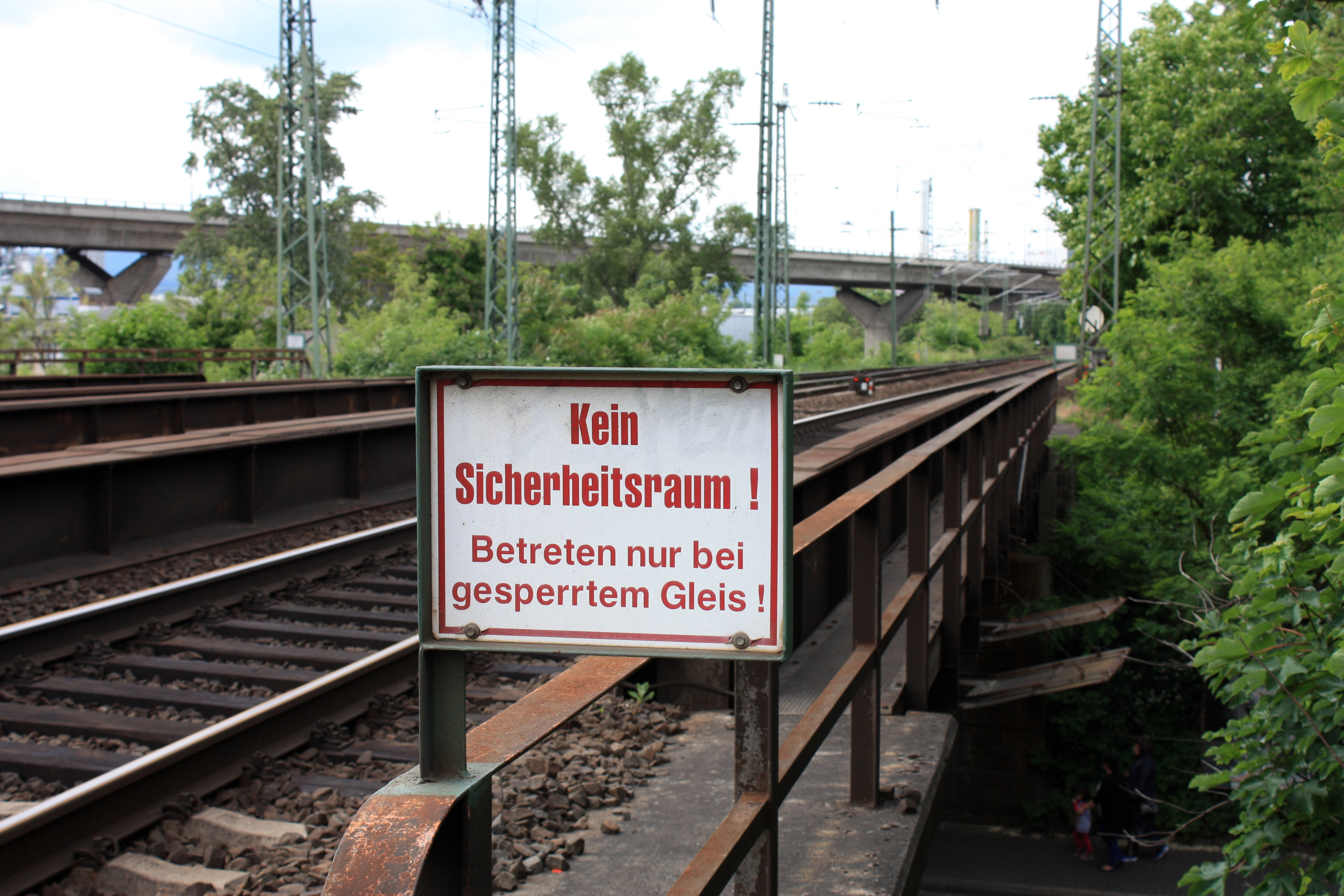
Kennzeichnung von fehlendem Sicherheitsraum auf einer Brücke

Als Gleismitte, oder auch Gleisachse, wird bei den Eisenbahnen die Mittelachse des trassierten und gebauten Gleises bezeichnet.
Sie befindet sich exakt auf der halben Spurweite.
Die Gleismitte ist ein wichtiger Bezugspunkt für Abstände beim Bau von allen anderen Eisenbahnanlagen und bei Mehrgleisigkeit. Alle Abstandsmaße wie zum Beispiel Bahnsteigkanten, seitliche Laderampen, Signale, Maste für die Oberleitung, Lage des Fahrdrahts für den elektrischen Zugbetrieb, Lage der Stromschienen für U- und S-Bahnen (insbesondere Berlin und Hamburg, da nur hier die S-Bahnen mit Stromschienen fahren) beziehen sich immer auf die Gleismitte.
Auch Gefahrenbereiche und Sicherheitsräume für das am Gleis arbeitende Personal werden in den Richtlinien und Vorschriften häufig auf die Gleismitte bezogen.